# Abraham Darby
Abraham Darby est le nom d'un quaker britannique qui a tenu un rôle clef dans la révolution industrielle en utilisant pour la première fois, dès le début du XVIIIe siècle, du charbon pour produire du métal, grâce au premier haut fourneau au coke.

## Abraham Darby (1678-1717)
Cet artisan a utilisé pour la première fois du coke pour produire de la fonte en 1709, réduisant le coût de fabrication de ce métal. Ses descendants ont continué sur cette nouvelle méthode et ont fait croître l'entreprise. Fils d'un exploitant agricole qui, à ses heures, fabrique des serrures, Abraham Darby est apprenti dès seize ans à Birmingham, où vit une importante communauté quaker, dans la fabrique de moulins à malt de l'un d'eux. Il épouse à 21 ans Mary Sergeant, qui lui donnera dix enfants. Le couple s'installe à Bristol, où Abraham ouvre sa propre fabrique de moulins à malt. En 1702, il s’associe avec plusieurs coreligionnaires pour former la Bristol Brass Works Company, spécialisée dans la fabrication d’ustensiles en cuivre. Dès 1704, il s’intéresse de très près à la fonte du cuivre et de l’acier, développant de nouveaux produits grâce à des moules, à la Baptist mills brass works.
Il quitte Bristol en 1709 pour devenir forgeron dans le village de Coalbrookdale, à une dizaine de kilomètres de Birmingham, dans le Shropshire, où le minerai de fer et le charbon sont disponibles. Peu fortuné, malgré la vente de sa part dans la fabrique, il met en hypothèque sa nouvelle entreprise pour obtenir un prêt de 1600 livres sterling.
À cette époque, l'acier était produit en petites quantités, au creuset. La méthode permettait d'obtenir une cémentation partielle en plaçant au four du minerai de fer entouré de charbon de bois, l'un des rares produits qui pouvaient être utilisés pour atteindre la température de fusion de l'acier (1 500 °C). La sidérurgie utilisant massivement le charbon de bois, il était devenu extrêmement coûteux, obligeant les forgerons à se déplacer continuellement vers de nouveaux endroits.
À Coalbrookdale, Abraham Darby réussit la coulée au coke. Il découvrit également que le coke pouvait être utilisé en bloc alors que le charbon ne pouvait brûler qu'en fine feuille. En empilant le coke et le minerai de fer dans un grand four, il pouvait obtenir des quantités beaucoup plus importantes : c'était le premier haut fourneau au coke, dont l'utilisation diminua très fortement le prix de revient de la fonte.
D'autres maîtres de forges de la région commencèrent à utiliser ses méthodes. Ils rencontrèrent de nombreuses difficultés et découvrirent qu'il utilisait du charbon de Cumbria, proche de la frontière écossaise, au faible taux de soufre, facilitant la fonte d'acier.
Le coût de l'extraction houillère étant élevé, Abraham Darby se concentre d'abord sur des pièces consommant peu de fonte, à parois minces, cassantes et fragiles, donc réservées à l'usage de produits domestiques de consommation courante : ustensiles, pots, bassines, dont la minceur permet de limiter les coûts et de concurrencer les produits à base de céramique, également en expansion à cette époque. Abraham Darby recourut à des ouvriers hollandais pour améliorer la qualité des moules à fonte.
Dans les années 1710, il obtint des volumes de vente relativement avantageux pour un simple forgeron, en produisant le fer de la pompe à vapeur de Thomas Newcomen, elle-même inspirée du brevet déposé en 1698, pour une pompe plus simple et moins puissante, par Thomas Savery. Le développement des mines de charbon de Newcastle et des mines de charbon du Lancashire suscite une demande pour cette machine, qui permet de pomper 500 litres d'eau à l'heure jusqu'à 45 mètres de profondeur, et rend accessibles des gisements de charbon, plus en profondeur, diminuant le coût de la matière première. En 1711 et 1716, il ouvre à nouveau son capital à des négociants de fer de Bristol, R. Champion et T. Goldney.
La maison qu'il fit construire juste au-dessus de ses hauts-fourneaux, achevée l'année de sa mort, se visite. Elle se distingue par l'austérité de sa façade, le quakérisme n'étant pas hostile à l'enrichissement personnel à la condition  que les buts poursuivis soient éthiques, que le travail profite à toute la communauté, exigence qui poussa Abraham Darby à mettre au point un nouveau procédé de fabrication de fonte à la fois moins coûteux et moins dévoreur de ressources, pour servir le plus grand nombre.
John Hawkins, l'un des gendres d'Abraham Darby, reprit en 1726 la fonderie de Bersham Ironworks, un site fournisseur de la Royal Navy depuis un siècle, à une soixantaine de kilomètres au nord-est de Coalbrookdale, où Charles Lloyd chauffe le four au coke depuis 1721. Il reçut l'aide technique des Darby, et la fonderie fut reprise en 1753 par Isaac Wilkinson, le père de John Wilkinson, un autre ouvrier du village des Darby qui rejoint son père à Bersham Ironworks en 1756, lorsque commence la guerre de Sept Ans.

## Abraham Darby II (1711-1763)
Veuf très jeune, il se remaria en 1745 avec Abiah Darby l'ex-femme du prêcheur quaker John Sinclair, qui était devenue elle-même ministre du culte.
Il suivit les traces de son père à la fonderie de Coalbrookdale, devenant le fournisseur régulier de la société de Thomas Newcomen. La fonte permit de remplacer le cuivre, très coûteux, et d'abaisser le coût des pompes à vapeur permettant d'exploiter plus profondément les mines de charbon. Cependant, le procédé était encore coûteux et la fonte de qualité très moyenne, nécessitant des efforts prolongés pour en améliorer la qualité au fil des années. Jusque dans les années 1750, le Board of Ordnance de la Royal Navy a préféré la fonte au charbon de bois des puissants armuriers du Sussex, faute de qualité indiscutable de la fonte au coke.
Richard Ford, simple commis, prit la direction de la fonderie de Coalbrookdale et épousa Marie, la fille aînée d’Abraham Darby I. En 1742, la société remplaça les chevaux qui actionnaient les pompes à eau par un moteur à vapeur construit sur place, inspiré par Thomas Newcomen mais amélioré. Il fit installer des rails pour faciliter le travail.
La fabrication de fonte au coke d'une qualité suffisante pour être facilement transformée en fer advint entre 1749 et 1750. Trois ans après, en 1753, un jeune ouvrier de la forge de Broseley, dans le même village, réalise lui aussi une fonte au coke de bonne qualité, puis rejoint en 1756 l'entreprise créée par son père Isaac Wilkinson, Bersham Ironworks, au Nord du Pays de Galles. Ce dernier dépose en 1758 un brevet sur la préparation du coke puis crée en 1759 l'entreprise Dowlais Iron and Co près de Merthyr Tydfil, cette fois au sud du Pays de Galles, où les mines de charbon sont jugées prometteuses. Les entreprises du père échouent mais celle du fils réussit : l'activité de fonte au coke reste dans le village des Darby.
Dans une lettre de 1755, écrite dans le pur esprit quaker, Abiah Darby, la femme d'Abraham Darby II, reconnait que c'est son beau-père qui a réalisé la première fonte au coke, dont elle précise le procédé. Elle ajoute que la production d'une fonte plus fine, présentée en barres a été effectuée par son mari.
Au cours de ces années 1750, la vallée de la fonte s'enrichit dans le district de Coalbrookedale d'une série de nouvelles fonderies à Horseha, Ketley, Madeley Wood, Ligthmoor et Willey, suivi d'une vague d'amélioration et de brevets dans les années 1760.

## Abraham Darby III (1750-1791)

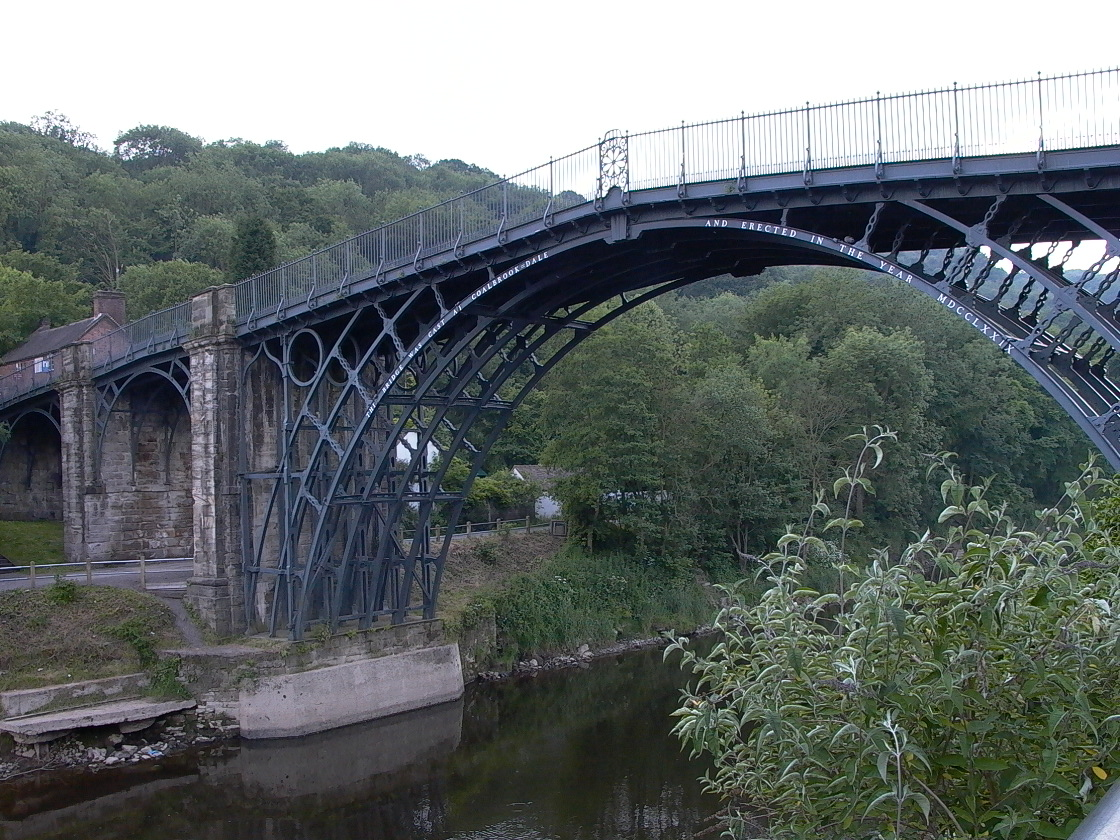
Iron Bridge sur la Severn.

Avec lui, la fonderie produisit dès 1767 des rails en fonte, qui s'imposent sur l'énorme réseau de rails en bois bâti dans les mines de charbon de Newcastle, puis devint la première société à fabriquer des roues et des rails en fer.
Sa réalisation la plus célèbre est le premier pont en fonderie de fonte, l'Iron Bridge, situé sur le fleuve Severn, au cours tumultueux et compliqué à traverser en bac, sur le site où sont installées la famille et l'entreprise, et où fut obtenue en 1709 la première fonte au coke.
Le nombre d'associés à cette nouvelle entreprise a beaucoup varié, passant de 50 au tout début, pour lever un capital de 5 000 sterling à 13, une partie des associés rachetant les parts des autres. John Wilkinson, qui habitait dans le même village, détenait au début 12 des 27 actions, les 15 autres étant souscrites par Abraham Darby III.
Le parlement vote une loi autorisant la construction du pont, qui précise qu'au moins 60 actions de 50 sterling doivent être émises, personne n'ayant le droit d'acheter plus de 8 actions. Les fondeurs connaissant Abraham Darby achetèrent une bonne partie des actions, mais la construction coûtera finalement plus que les 3 000 sterling prévus, malgré le respect du délai de construction en trois mois. Les associés perdirent donc de l'argent dans un premier temps, même si le péage se révéla rentable, compte tenu de la difficulté à traverser la rivière par un bac.

## Rose

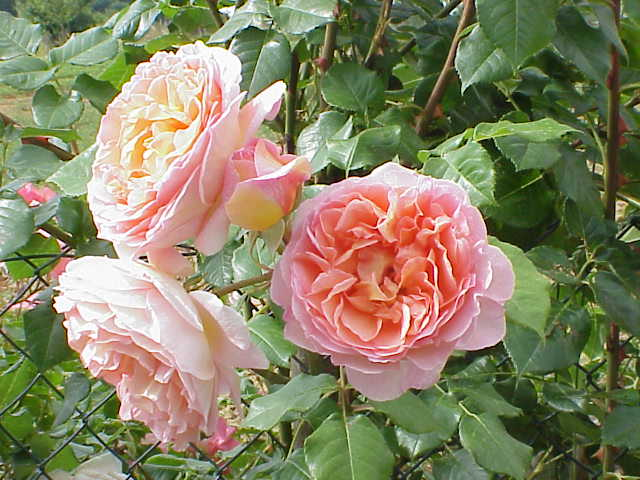
Rose 'Abraham Darby'

L'obtenteur britannique David Austin a nommé une rose de couleur rose-pêche 'Abraham Darby' qu'il a introduite en 1985, en l'honneur d'Abraham Darby III (l'Iron Bridge est à quelques kilomètres des pépinières Austin).

## Chronologie
- 1696 : Thomas Savery dépose un brevet sur une roue à aubes pour la navigation maritime, sans obtenir le visa de l'Amirauté
- 1696 : Thomas Savery ne se décourage pas et publie le livre: "Navigation Improved"
- 1698 : Thomas Savery dépose un autre  brevet sur une pompe destinée à l'exploitation minière
- Années 1700 : Thomas Newcomen et Thomas Savery travaillent ensemble
- 1708 : Abraham Darby réussit la première fonte au coke
- 1711 : Thomas Newcomen propose une pompe à vapeur commercialisable, de deux mètres de haut et de puissance six chevaux vapeur, fabriquée avec la fonte des Darby[12]
- 1711 : Abraham Darby ouvre son capital, à des négociants de fer.
- 1716 : Abraham Darby ouvre à nouveau son capital, à des négociants de fer de Bristol, R. Champion et T. Goldney.
- 1721 : première pompe à vapeur du continent installée par l'Irlandais John O'Kelly dans une houillère de Jemeppe-sur-Meuse en Belgique.
- 1728 : la production écossaise de lin est de 2 millions de yards, elle passera à 13 millions de yards en 1770, grâce à un réseau de banques très avancé
- 1746 : John Roebuck invente un procédé pour le sulfate de fer, facile à conditionner en tonneau, à partir de vitriol natif et du lessivage de pyrites directement recueillies dans les mines[13].
- 1749 : John Roebuck fonde avec Samuel Garbett une usine à Prestonpans, en Écosse pour la production d'acide sulfurique et de sulfate de fer qui permet d'effectuer du placage au fer, de produire des céramiques blanches ou noires, et de blanchir les textiles.
- 1758 : Abraham Darby III a livré plus d'une centaine de cylindres pour les pompes de Thomas Newcomen[12]
- 1802 : Richard Trevithick commande à la société d'Abraham Darby III une chaudière de locomotive à haute-pression[14].